# Alfredo Armenteros
Alfredo Armenteros, conosciuto come Alfredo Chocolate Armenteros, (Santa Clara, 4 aprile 1928 – New York, 6 gennaio 2016), è stato un trombettista cubano.
Ha suonato con artisti come Arsenio Rodríguez, Generoso Jiménez, Chico O'Farrill, Larry Harlow, Eddie Palmieri e Cachao. Per il suo approccio caratteristico alla tromba afro-cubana e alla sua lunga carriera discografica, sono state scritte diverse monografie sulla sua musica.

## Vita e carriera

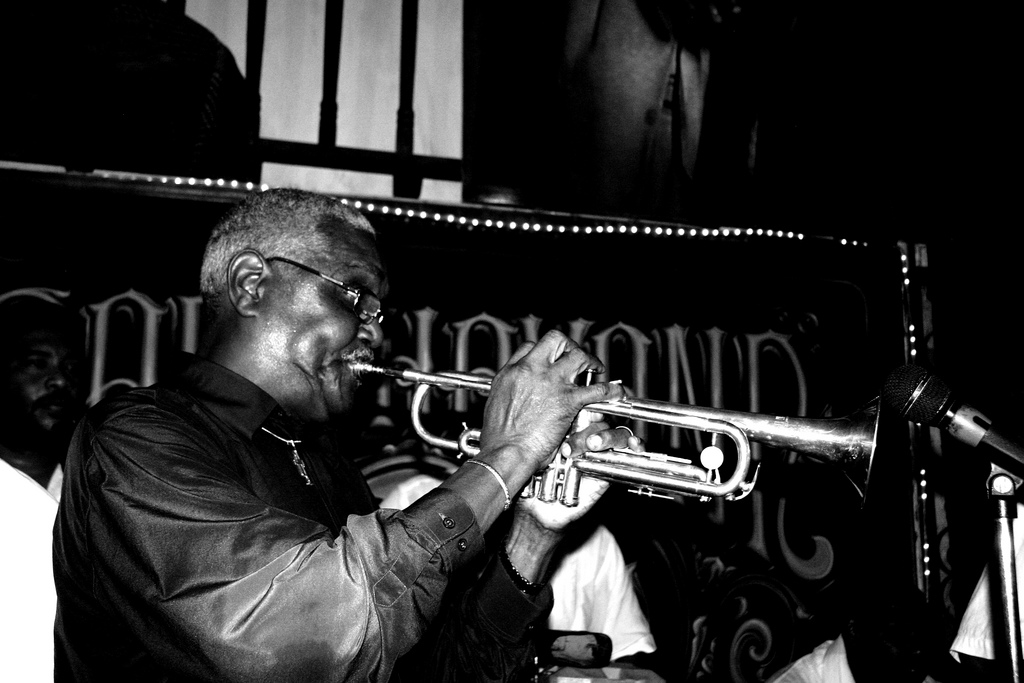
Armenteros si esibisce al Café Havana, Cartagena de Indias.

Armenteros è nato il 4 aprile 1928 a Santa Clara, nella provincia di Las Villas, a Cuba. Iniziò a suonare in una band guidata dal compositore di son René Álvarez chiamato Conjunto Los Astros e poco dopo con Arsenio Rodríguez. Il soprannome di "Chocolate" gli fu dato per via di un caso di identità errata, quando qualcuno lo scambiò per Kid Chocolate, il campione di boxe. Dopo la rivoluzione cubana, Armenteros si trasferì a New York, dove visse fino alla sua morte.
Armenteros ha continuato a suonare con José Fajardo, Beny Moré, Tito Puente, César Concepción, Machito, Wynton Marsalis, Eddie Palmieri, Marcelino Guerra, Charlie Palmieri, John Santos, Cachao, Noro Morales, Johnny Pacheco e molti altri. Fu membro de La Sonora Matancera dal 1977 al 1980. Morì di cancro alla prostata il 6 gennaio 2016.

## Discografia

### Solo Album
- Chocolate... En El Rincon (Salsoul Records, 1976)
- Y Sigo Con Mi Son (SAR Records, 1979)
- Monsieur Chocolate Prefiero El Son (SAR Records, 1980)
- Chocolate Dice (SAR Records, 1982)
- Chocolate y Su Sexteto Rompiendo Hielo (Caiman Records, 1984)
- Chocolate & His Cuban Soul (Caiman Records, 1997)

### Con Generoso Jiménez
- Ritmo (Kubaney, 1957)

### Con Mongo Santamaría e La Lupe
- Mongo Introduces La Lupe (Riverside, 1963)

### Con Orlando Marin
- Qué chévere (Alegre, 1964)

### Con Orchestra Harlow
- Heavy Smokin'  (Fania, 1965)
- Gettin' Off / Bajándote (Fania, 1966)

### Con Eddie Palmieri
- Superimposition (Tico, 1970)
- Lucumí, Macumba, Voodoo (Epic, 1978)

### Con Grupo Folklórico y Experimental Nuevayorquino
- Concepts in Unity (Salsoul, 1975)

### Con Cachao
- Cachao y su Descarga 77 (Salsoul, 1977)
- Dos (Salsoul, 1977)
- Master Sessions, Volume 1 (Epic, 1994)
- Master Sessions, Volume 2 (Epic, 1995)

### Con Cedar Walton
- Eastern Rebellion 4 (Timeless, 1984)

### Con Kip Hanrahan
- Tenderness (American Clavé, 1990)